# رنگزای نیل
رزدانه نیل (به انگلیسی: Indigo dye) یک نوع آمیزه طبیعیِ آلی با رنگ آبی خاص (نیلی) است. در گذشته، نیل به صورت طبیعی از گیاهان گرفته می‌شد و این فرایند از نظر اقتصادی بسیار مهم بود، چرا که رنگ آبی بسیار کمیاب بود. اما امروزه، هزاران تن نیل که سالانه تولید می‌شود، به صورت مصنوعی به دست می‌آید. رنگ آبی شلوارهای جین از نیل است.

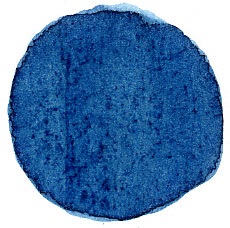
نمونه رنگ استخراج شده نیل

## مصارف
اولین استفادهٔ نیل برای رنگ کردن بافته‌های پنبه‌ای بود که برای تولید پارچه‌های دنیم شلوارهای جین استفاده می‌شدند. تقریباً هر شلوار جین به ۳ تا ۱۲ گرم نیل برای رنگرزی احتیاج دارد. برای رنگ کردن پشم و ابریشم از مقادیر خیلی کمی استفاده می‌شود.
ایندیگو کارمین یا ایندیگوتین، یک مشتق از نیل است که برای رنگرزی استفاده می‌شود که تقریباً سالانه ۲۰ میلیون کیلوگرم از آن تولید می‌شود که استفاده عمده آن در شلوارهای جین است. همچنین به عنوان رنگ خوراکی نیز مورد استفاده قرار می‌گیرد که در آمریکا به نام اف.دی.سی.بلو۲ و در اروپا به نام ای۱۳۲ معروف است.

### منابع گیاهی

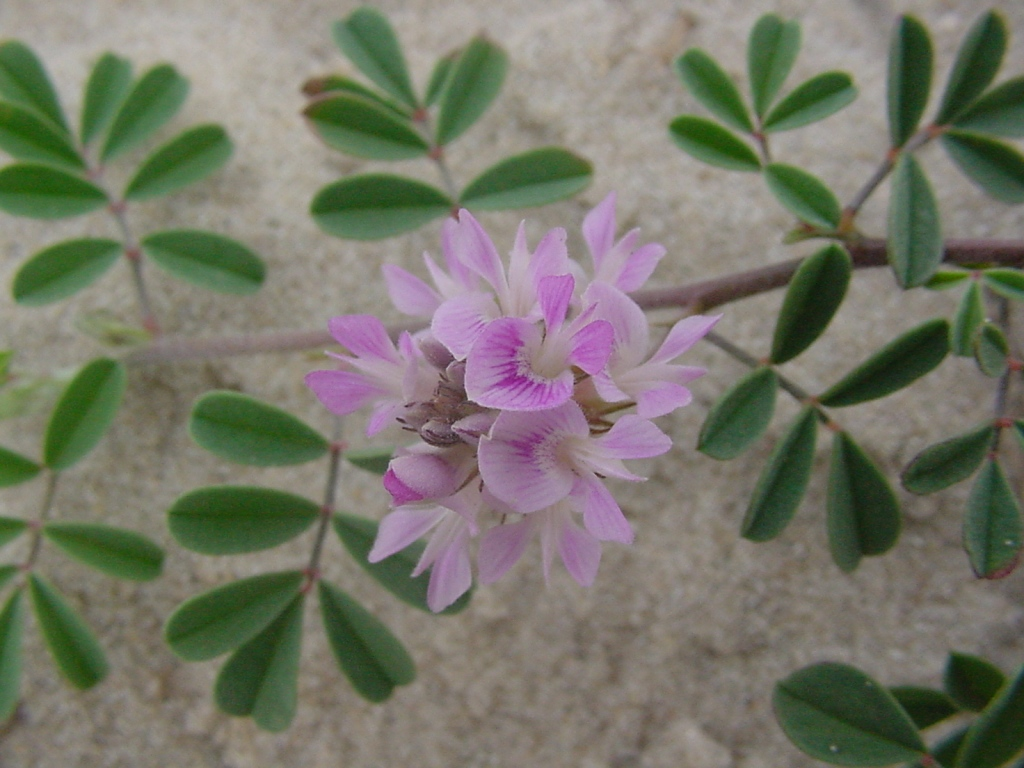
یک گونه ایندیگوفرا

### استخراج

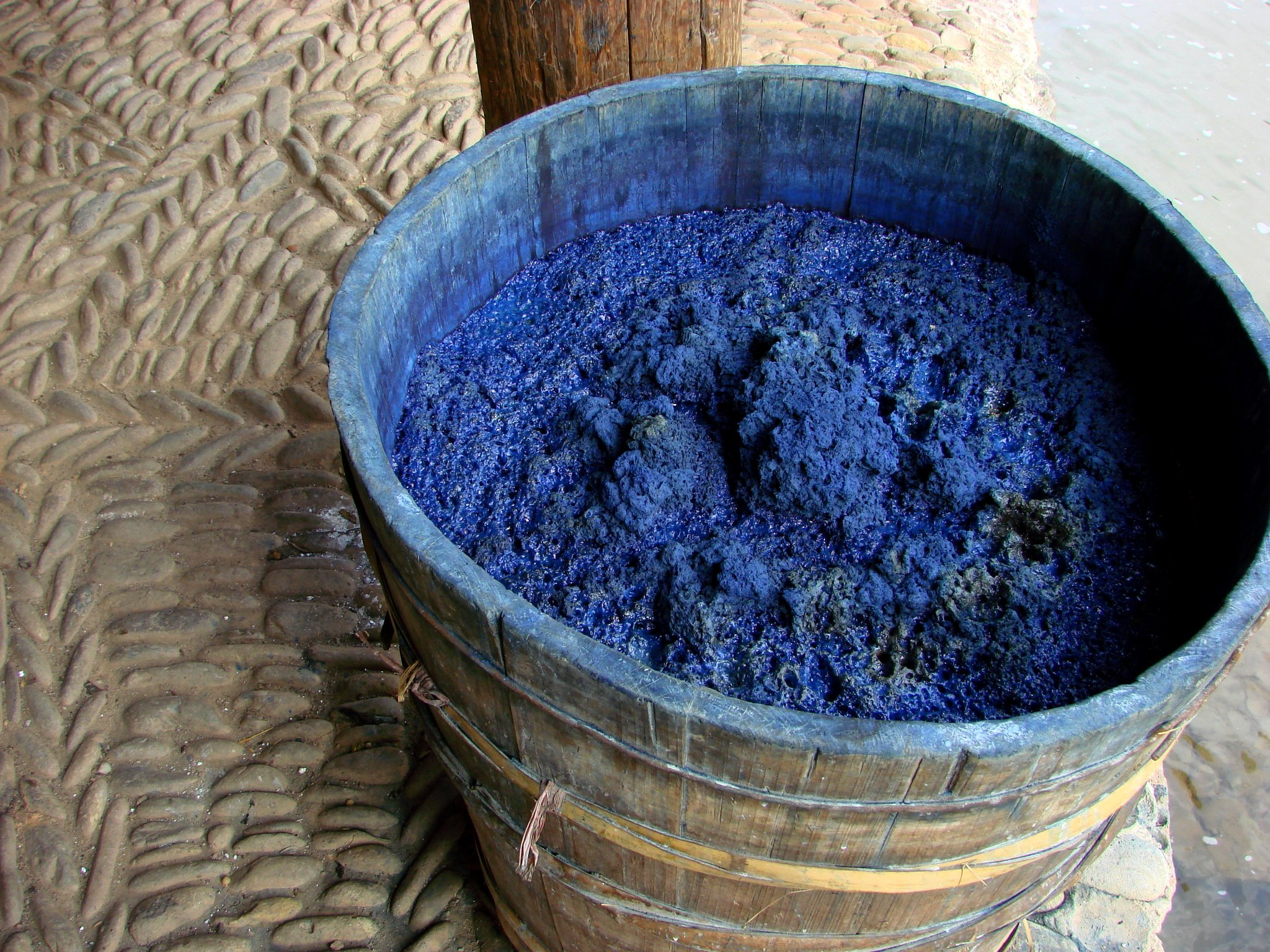
نیل استخراج شده

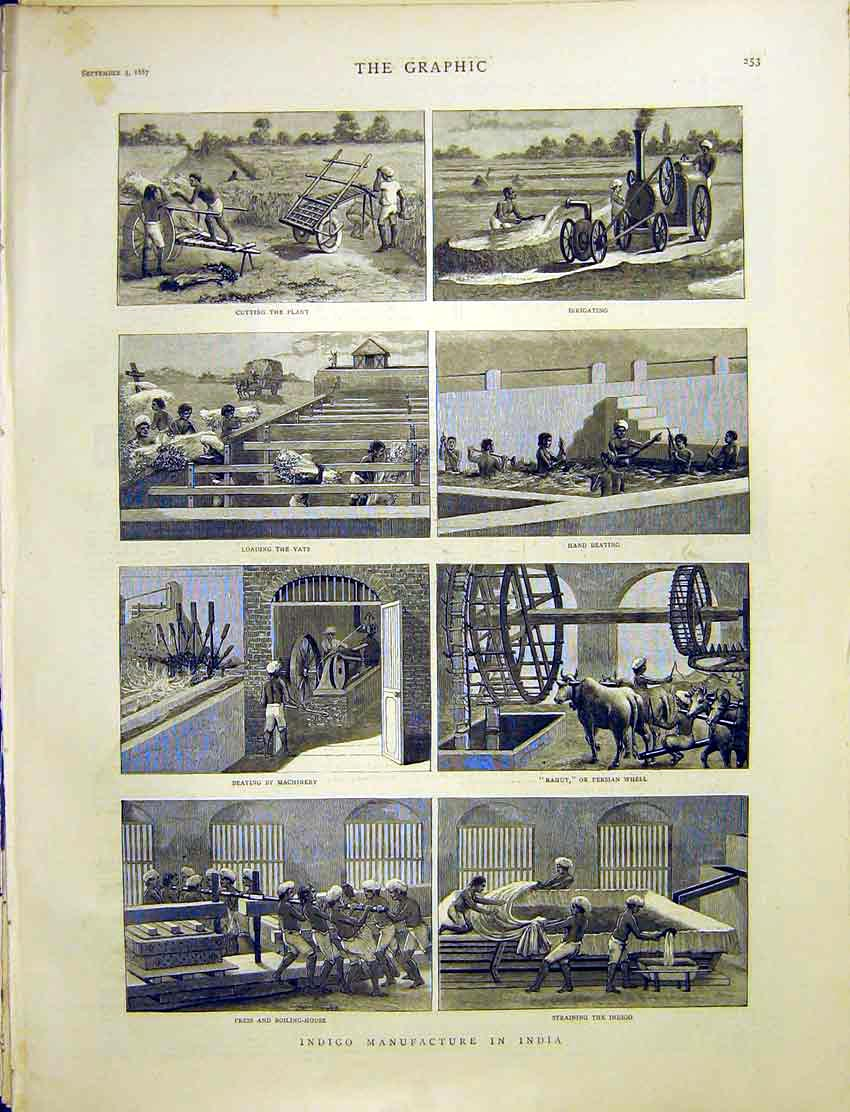
مزرعه تولید نیل در هندوستان- 1887م

### تاریخچه نیل طبیعی

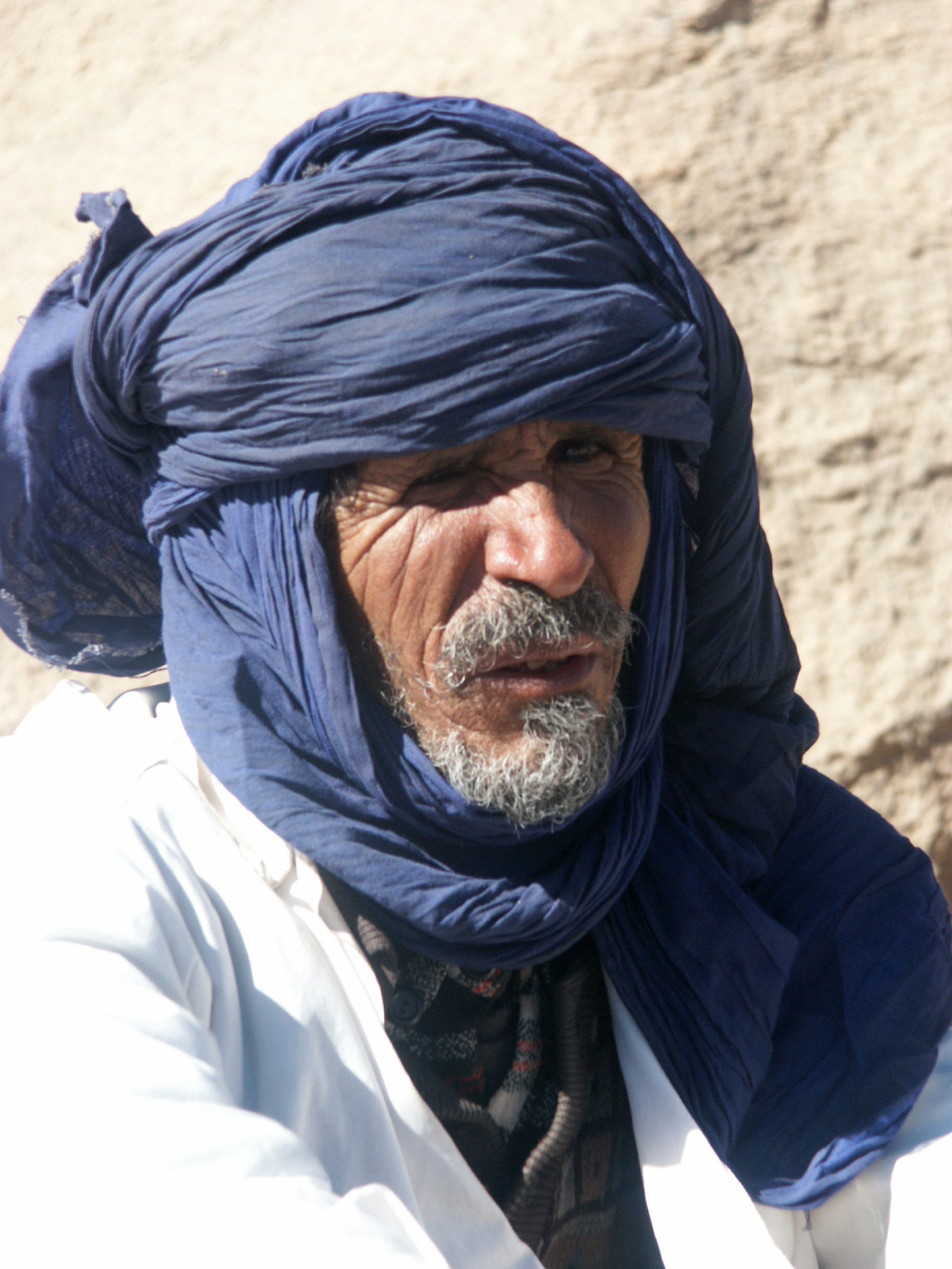
پیرمردی که عمامه با نیل رنگ شده بر سر دارد

## مبدأ تولید نیل مصنوعی

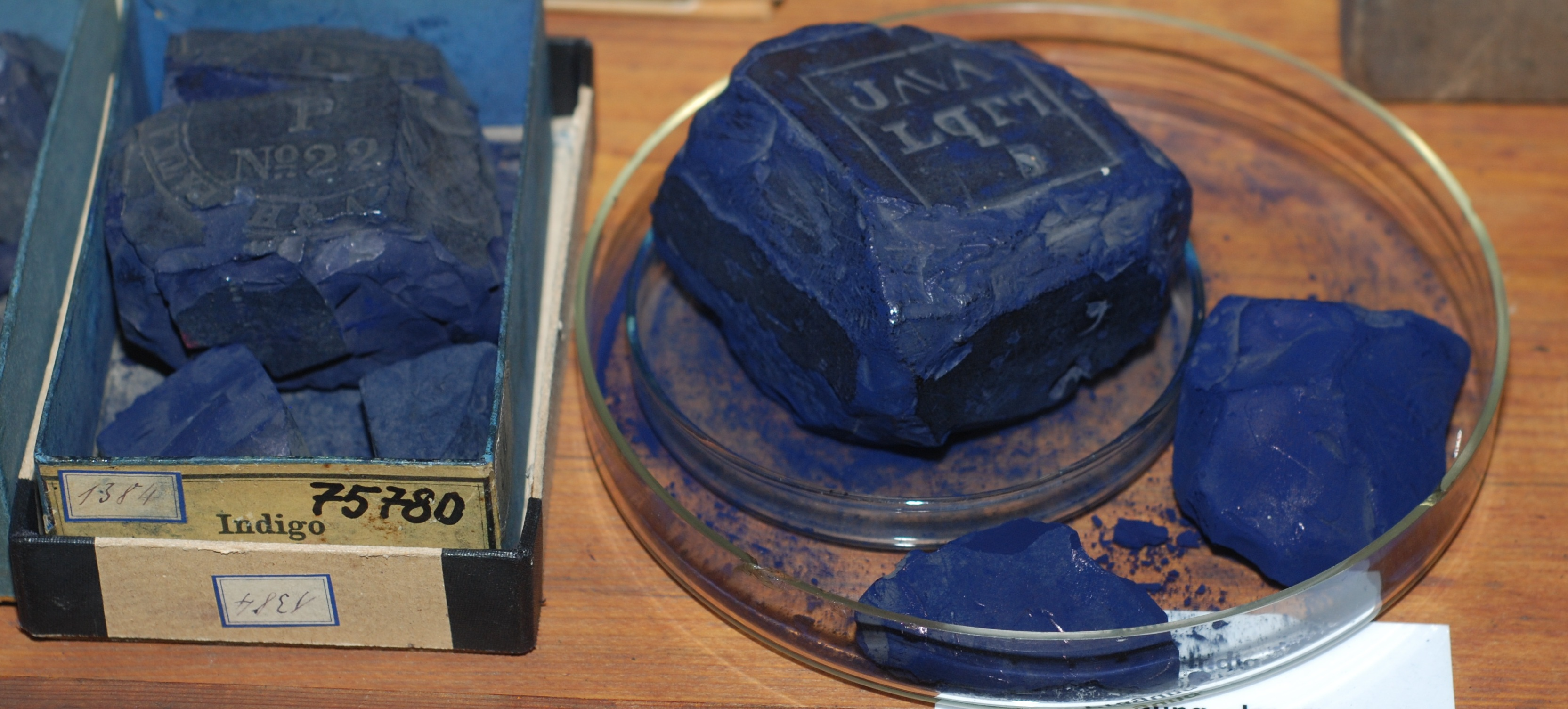
Indigo, historical dye collection of the Technical University of Dresden, Germany

#### نیل سفید

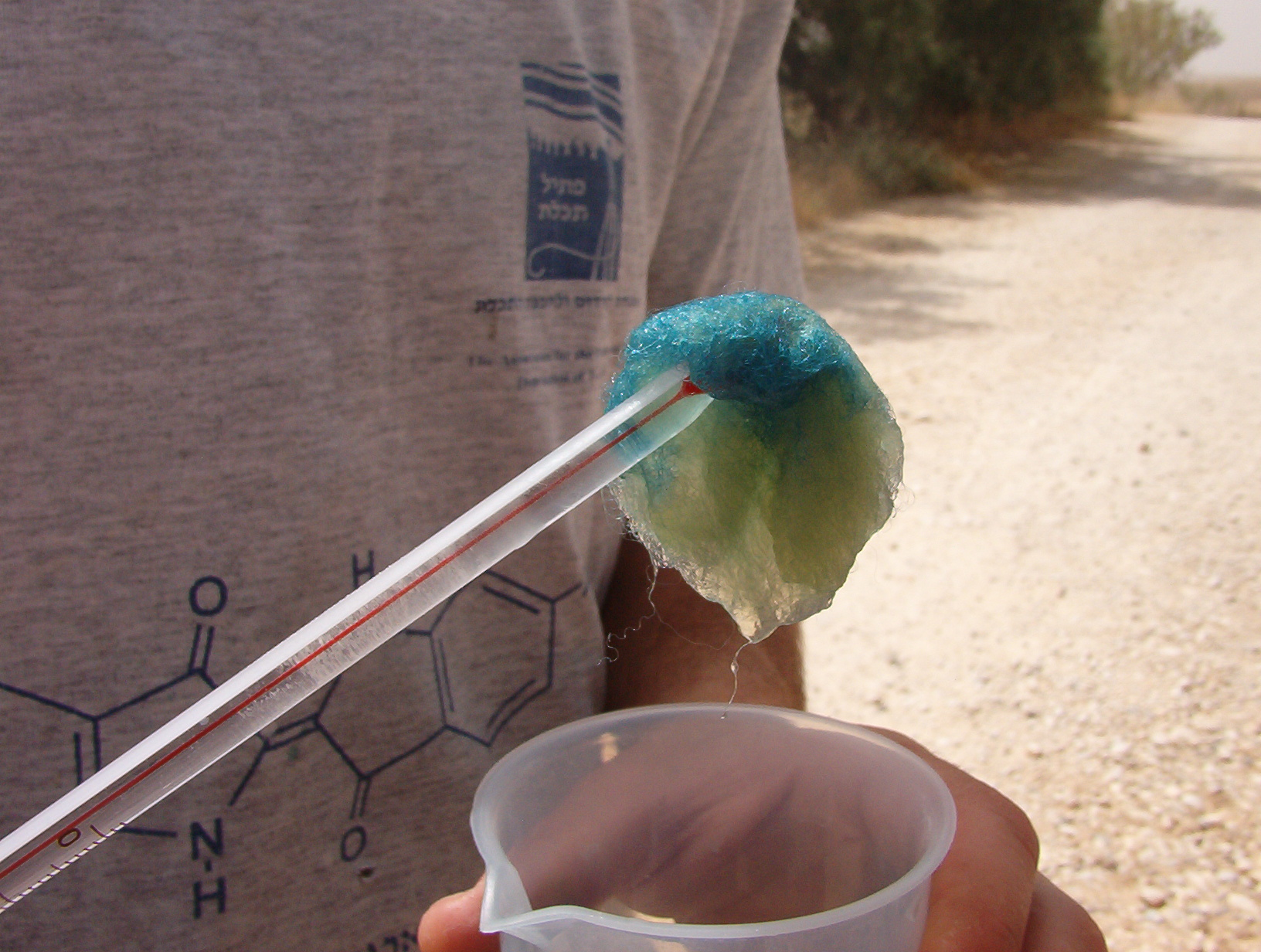
نیل سفید در حال احیا و آبی شدن

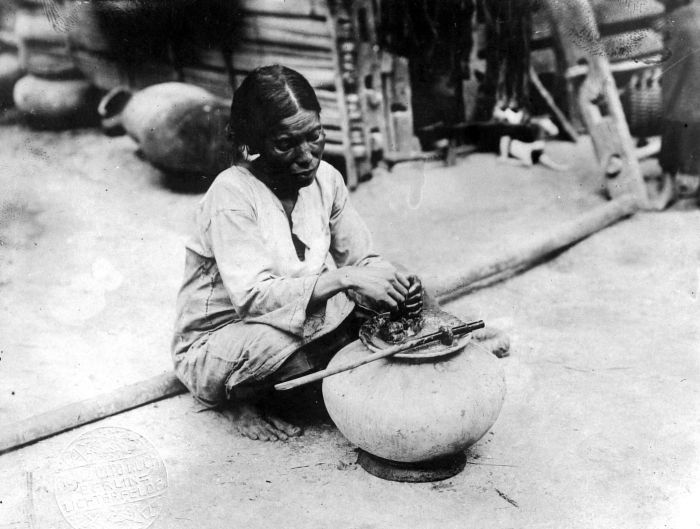
رنگرزی خمی

## خواص شیمیایی

ساختمان شیمیایی نیل

## نیل طبیعی